# Xã Farmers, Quận Fulton, Illinois
Xã Farmers (tiếng Anh: Farmers Township) là một xã thuộc quận Fulton, tiểu bang Illinois, Hoa Kỳ. Năm 2010, dân số của xã này là 397 người.